# لوبوشتسه (استان لوبوسکی)
لوبوشتسه (استان لوبوسکی) (به لهستانی: Luboszyce) یک روستا در لهستان است که در گمینا گوبین واقع شده‌است.